# 레프 나우모프

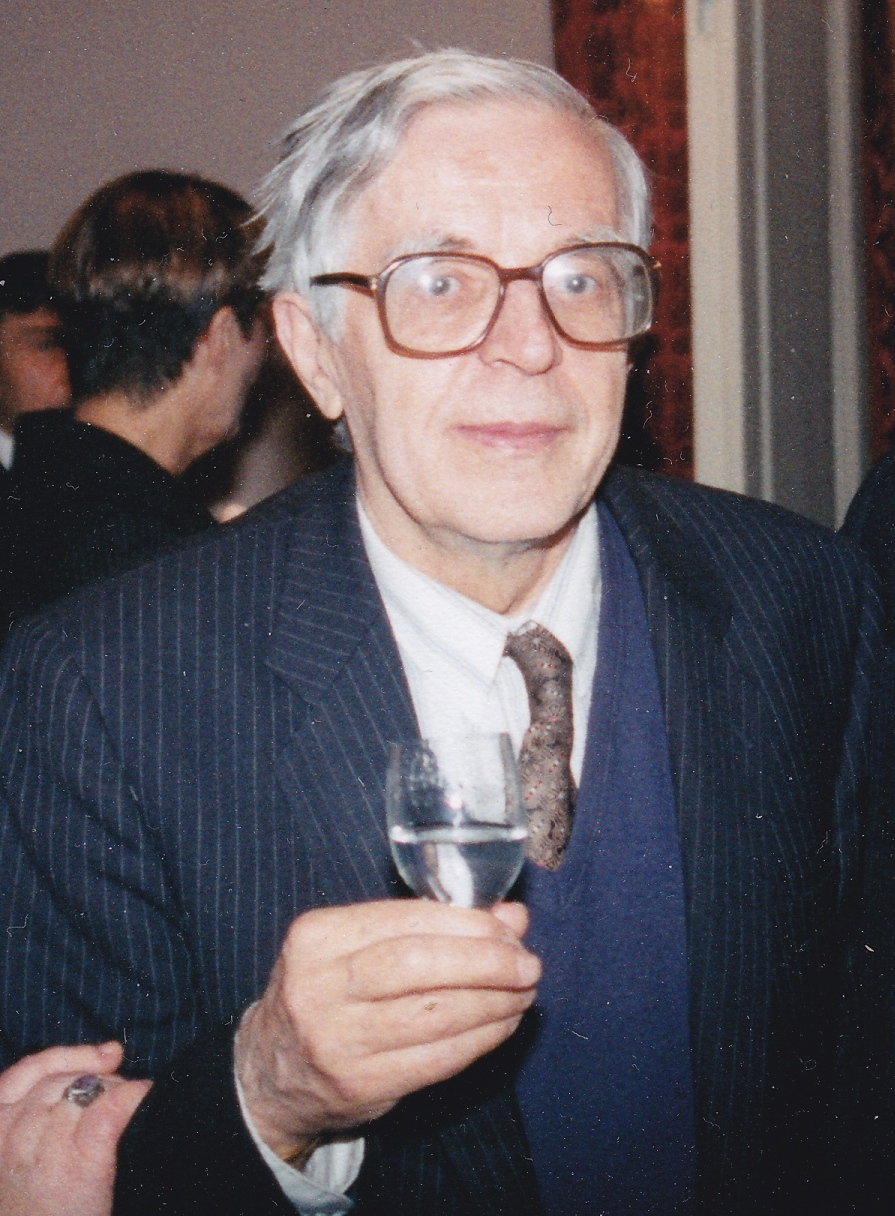

레프 니콜라예비치 나우모프(러시아어: Лев Никола́евич Нау́мов, 1925년 2월 12일 로스토프 - 2005년 8월 21일 모스크바)는 러시아의 고전 피아노니스트, 작곡가, 교육자였다. 그의 별명은 러시아의 피아노 교육의 아버지다.
그는 전설적인 하인리히 노이하우스 밑에서 조수 역할하다가 결국 그의 후계자가 되었다. 그는 모스크바 음악원에서 박사로 가르쳤고 국제 음악 경연회에서 심판을 맡았다. 40년 동안 그의 밑에서 여러 유명한 피아니스트를 가르쳤다. 대표적인 예로 임동혁이다.